# Fernando Merry del Val
Fernando Merry del Val y Díez de Rivera (Madrid, 1947) es un alto funcionario y político español.

## Biografía
Ingeniero industrial, Máster de Administración de Empresas por la Universidad de Harvard, y por INSEAD aprobó las oposiciones al Cuerpo Superior de Técnicos Comerciales y Economistas del Estado. Desarrolló su carrera profesional tanto en el sector público, como en el sector empresarial.
Formó parte del equipo que negoció la adhesión de España a la UE, siendo responsable de los temas comerciales y económicos. Como director general de Política Comercial del Ministerio de Economía fue responsable de las negociaciones comerciales bilaterales y multilaterales (incluyendo la OMC), de las relaciones comerciales con la UE, de los Bancos de Desarrollo (incluyendo el Banco Mundial) y de la financiación de exportaciones. 
En 2003 fue nombrado Consejero de Economía e Innovación Tecnológica en el Gobierno de la Comunidad de Madrid. Tras las elecciones de 2007, renovó en el cargo, como Consejero de Economía y Consumo. Fue responsable de fomentar la internacionalización, el turismo, las PYMES y el emprendimiento en la CAM. Durante este periodo se crearon en la CAM 500.000 puestos de trabajo, se liberalizó el comercio, y se inició la enseñanza bilingüe. También fue miembro del Consejo Consultivo de la CAM.
Fue Consejero Económico y Comercial jefe en la Embajada de España en Washington, siendo responsable de las relaciones económicas entre España y los EE. UU., y de ayudar a las empresas españolas en el mercado americano y en la obtención de proyectos en el Banco Mundial y en el BID. También fue consejero comercial en Embajada de España en Atenas y en la Representación Permanente de España ante al UE.
Concluyó su carrera profesional en el sector público como director ejecutivo de formación del ICEX, siendo responsable del programa de becas ICEX, de la Escuela de Negocios ICEX- CECO y del programa de estudiantes en prácticas de ICEX. Durante este periodo contribuyó a crear el MBA in International Management y la Asociación de ex becarios ICEX (ICEX ALUMNI).
En el sector empresarial fue el primer director comercial del Instituto Nacional de Hidrocarburos (INH), donde adaptó el monopolio de petróleos a la libre concurrencia, tras la entrada de España en la UE. seleccionó la marca «Repsol» y fundó el grupo Repsol, de la que fue su primer consejero. También trabajó en BP, TEXAS INSTRUMENTS y TERMOELECTRO.
Durante diez años tuvo una actividad emprendedora, creando varias empresas de consultoría y formación, de las que fue accionista de referencia y Presidente.
Ha sido presidente de PROMOMADRID, IMADE, ACE Y WILSON LEARNING ESPAÑA. Fue Consejero del Banco Exterior de España, del Instituto Nacional de Industria, de FREMAP, del Canal de Isabel II, de IFEMA, de CESCE, de ICEX, de Hispanoil, de ENPETROL y de Butano SA.
Fue elegido Presidente de la Asociación de Técnicos Comerciales y Economistas del Estado, y presidió el tribunal de oposiciones de dicho cuerpo. 
En la actualidad es miembro del Consejo Asesor de la Asociación de alumnos de Harvard de España y de la Comisión Universidad Empresa de la Cámara de Comercio de España.